# المقبرة اليهودية في تشيرنيفتسي
المقبرة اليهودية في تشيرنيفتسي Jewish cemetery of Chernivtsi هي مقبرة يهودية تقع في مدينة تشيرنيفتسي في غرب أوكرانيا.
تقع في شارع زيلينا وتأسست بقرار من البلدية عام 1866. وقد تم تصميمها أساسا لتكون حديقة عامة. ثم خصصتها البلدية للمقبرة. تبلغ مساحة المقبرة حاليا 14.2 هكتارا.